# Robert E. Bradford
Robert E. Bradford (1925. május 25. – New York, 2019. július 2.) amerikai film- és televíziós producer.

## Filmjei
- John Paul Jones (1959, Production Executive)
- Chronique d'un couple (1971, producer)
- Mandarin (1972, producer)
- Story of a Love Story (1973, executive producer)
- Őrizd az álmot! (Hold the Dream) (1987, tv-film, executive producer)
- A szív szava (Voice of the Heart) (1989, tv-film, executive producer)
- A legkülönb unoka (To Be the Best) (1992, tv-film, executive producer)
- Remember (1993, tv-film, executive producer)
- Meghalni és feltámadni (Everything to Gain) (1996, tv-film, executive producer)
- Újrakezdés (Love in Another Town) (1997, tv-film, executive producer)
- Her Own Rules (1998, tv-film, executive producer)
- Titkos ügy (A Secret Affair) (1999, tv-film, executive producer)